# 洋仔厝溪
洋仔厝溪，又稱洋子溪、洋子厝溪、洋仔厝溝或洋子厝溪排水，是臺灣中部的一條河川，位於彰化平原北部。目前主要功能用於灌溉及承受北彰化生活污水的排放，但由於彰化縣目前沒有公用污水下水道，多數污水都排進洋仔厝溪，因此污染嚴重。

## 地理
洋子厝溪排水發源於八卦台地，集水區位於員林大排以北，番雅溝排水以南，河長5.865公里，集水面積有157.98平方公里，行政區包含彰化縣境內的彰化市、花壇鄉、秀水鄉、和美鎮及鹿港鎮等鄉鎮，由東南向西北傾斜方向，於鹿港鎮北側約5公里處注入台灣海峽，是彰化北部地區排水的承受水體。
排水地勢走向由東南向西北傾斜，地形高度由400公尺降至2公尺，上游八卦山區平均坡度為1/10～1/30，平均坡度約為1/1000。

## 使用狀況
在過去農業時期，洋仔厝溪的水質清澈、魚蝦豐富，是彰化人賴以維生的重要河流。近年來，洋子厝溪經截彎取直後，除了用於灌溉，主要用作為容納流域內居民的生活污水排放。由於彰化縣目前因無公用污水下水道，多數生活污水未經過處理即排入溝中，因此生活污水中富含氮、磷及其他營養源，又缺乏自有水源稀釋，致使洋仔厝溪河段水質持續惡化。近年來，周邊國小[如:頂番國小、草港國小、鹿港國小等]積極推動有關該溪的歷史及汙染情形、整治方針等。